# Торговельно-економічний коледж КНТЕУ
Відокремлений структурний підрозділ «Київський торговельно-економічний фаховий коледж Київського національного торговельно-економічного університету» (ВСП «КТЕФК КНТЕУ», англ. "Kyiv College of Trade and Economics of Kyiv National University of Trade and Economics") — державний заклад освіти, що реалізується в галузі освіти і науки. Коледж здійснює свою діяльність відповідно до Конституції України та Законів України «Про освіту», «Про вищу освіту», «Про фахову передвищу освіту», актів Президента України, Кабінету Міністрів України, інших законодавчих і нормативно-правових актів, Статуту КНТЕУ, наказів і розпоряджень ректора КНТЕУ.

## Історія
Історичний шлях розвитку ВСП «КТЕФК КНТЕУ» розпочався з 1 квітня 1957 року як Київського заочного технікуму радянської торгівлі, який за наказом Міністерства торгівлі УРСР від 9 серпня 1958 року № 236 реорганізовано в Київський технікум радянської торгівлі з денною та заочною формами здобуття освіти.
Перший прийом здобувачів освіти відбувся на спеціальності: «Технологія готування їжі», «Товарознавство промислових товарів», «Товарознавство продовольчих товарів» і «Бухгалтерський облік у радянській торгівлі».
Технікум розташовувався в м. Києві по вул. Чигоріна.

## Реорганізація
- 1964 р. — на базі товарознавчого та бухгалтерського відділів Київського технікуму радянської торгівлі та Київської школи кулінарного учнівства організовано 21 січня 1964 року технікум радянської торгівлі зі спеціальностями: «Товарознавство промислових товарів», «Товарознавство продовольчих товарів», «Бухгалтерський облік у торгівлі», «Художнє оформлення» зі спеціальністю «Декоративне оформлення». Наказ Міністерства торгівлі УРСР від 18.01.1964 № 26. Після реорганізації, 1 лютого 1964 року, технікум отримав нове, щойно збудоване приміщення за адресою: м. Київ, вул. Львівська, буд. 2/4, де знаходиться й дотепер.

За весь час свого існування заклад освіти декілька разів змінював свою назву:
- 1991 р. — Київський торговий коледж. Наказ Міністерства торгівлі УРСР від 21.06.1991 № 56.
- 1993 р. — Київський комерційний коледж і змінено статус (внесено до Державного реєстру закладів освіти України як підвідомчий вищий навчальний заклад І-ІІ рівнів акредитації). Наказ Міністерства освіти України від 16.08.1993 № 302.
- 1997 р. — Київський торгово-економічний коледж. Наказ Міністерства освіти України від 27.03.1997 № 88.
- 2003 р. — Торговельно-економічний коледж Київського національного торговельно-економічного університету. Наказ Міністерства освіти і науки України від 18.07.2003 № 484.
- 2020 р. — Відокремлений структурний підрозділ «Київський торговельно-економічний фаховий коледж Київського національного торговельно-економічного університету». Наказ Міністерства освіти і науки України від 25.05.2020 № 684.

## Сьогодення
Протягом всього періоду існування ВСП «КТЕФК КНТЕУ» здійснено підготовку понад 25 тисяч фахівців, які успішно працюють на підприємствах і в організаціях різних форм власності та господарювання. За роки своєї діяльності коледж став одним із провідних закладів освіти України з підготовки компетентних фахівців та динамічно розвивався. Вагомий внесок у становлення, розвиток та процвітання закладу освіти внесли його керівники. Директорами коледжу в різні періоди були мудрі наставники, творчі особистості: О. П. Колчигін, перший директор (1958—1959), О. С. Гордієнко (1959—1964), А. С. Турова (1964—1970), І. К. Задорожний (1972—1975), В. І. Сідоріна (1975—2003), Л. М. Греченкова (2003—2014).
З 1 липня 2014 р. управлінську роботу очолює директор коледжу — Олійник Олег Вікторович — фахівець у галузі освіти, права, юрист, доктор юридичних наук, старший науковий співробітник, що є автором і співавтором понад 50 наукових праць. Під його керівництвом проведена низка реформаторських змін щодо оновлення матеріально-технічної бази коледжу, управлінської діяльності, посилення наукової роботи серед викладачів з науковими ступенями, аспірантами. Вагомий внесок у справу підготовки фахівців та виховання студентської молоді роблять організатори освітнього процесу — заступники директора.
За період перебування в структурі університету в коледжі відбулись значні позитивні зміни в навчально-методичній, виховній, кадровій роботі. Основу діяльності ВСП «КТЕФК КНТЕУ» склалає творчий педагогічний потенціал викладачів університету та коледжу. Підготовка фахівців здійснюється на підґрунті міждисциплінарних зв'язків з кафедрами КНТЕУ. Викладання дисциплін забезпечують 79 викладачів, з них 54 % — викладачі вищої категорії. Для викладання дисциплін залучаються науково-педагогічні працівники КНТЕУ. Така співпраця дозволяє здобувачам освіти в майбутньому швидше адаптуватися до освітнього процесу в університеті.

## Спеціальності
Коледж здійснює підготовку фахових молодших бакалаврів за спеціальностями (освітньо-професійними програмами):
1. 072 Фінанси, банківська справа та страхування («Фінанси і кредит», «Оціночна діяльність»);
2. 075 Маркетинг («Маркетингова діяльність»);
3. 076 Підприємництво, торгівля та біржова діяльність («Інформаційна діяльність підприємства», «Товарознавство та комерційна діяльність»);
4. 241 Готельно-ресторанна справа («Готельне обслуговування», «Ресторанне обслуговування»);
5. 242 Туризм («Туристичне обслуговування»).